# Ante Čačić
Ante Čačić, hrvaški nogometni trener, * 29. september 1953, Zagreb.
Čačič je eden od prvih desetih trenerjev na Hrvaškem ki je prejel UEFA Pro licenco. Trenersko kariero je začel v klubih  NK Inter Zaprešić, NK Dubrava, NK Zadar, NK Osijek, NK Slaven Belupo, NK Kamen Ingrad, NK Croatia Sesvete in NK Lokomotiva. Leta 2011 je postal trener GNK Dinamo Zagreb in z njim osvojil naslov prvaka ter se z njim v isti sezoni uvrstil v Ligo prvakov. 5. Junija je postal trener NK Maribor in se z njim uvrstil v Evropsko ligo a je nato zaradi slabih rezultatov in spora z igralci zapustil klub. Med letoma 2015 in 2017 je bil selektor Hrvaške nogometne reprezentance.